# Sam Martin
Samuel Denison Martin, dit Sam Martin, est un chanteur américain né le 7 février 1983 à New York, aux États-Unis. Il forme avec son frère Connor Martin le groupe Con Bro Chill. Il est connu notamment pour ses collaborations avec le disc jockey David Guetta.

## Biographie
Sam Martin est né à New York mais a passé son enfance à Lake Oswego, en Oregon. Il a étudié à la Lakeridge High School (en) puis a fréquenté deux ans le Berklee College of Music, école de musique de Boston.
En 2012, Sam Martin coécrit la chanson Daylight de Maroon 5. En 2014, il collabore de nouveau avec le groupe américain avec la chanson It Was Always You. Cette même année, il coécrit et chante en featuring les chansons Lovers on the Sun et Dangerous de David Guetta.
Le 8 mars 2019, ce chanteur, trop longtemps resté dans l'ombre d'autres artistes tels que Guetta, sort son premier album, "Alpha Omega", un album puissant racontant l'histoire d'une vie, de la naissance à la mort en 18 titres.